# ماتیا پرسانو
ماتیا پرسانو (انگلیسی: Mattia Persano؛ زادهٔ ۲۱ سپتامبر ۱۹۹۶) بازیکن فوتبال اهل ایتالیا است.
از باشگاه‌هایی که در آن بازی کرده‌است می‌توان به باشگاه فوتبال مودنا، باشگاه فوتبال اتلتیکو آرتزو، و باشگاه فوتبال لچه اشاره کرد.